# Даниил Ярославич
Даниил Ярославич (XIII век) — русский князь из династии Рюриковичей, сын Ярослава Всеволодовича и Феодосии Мстиславны (по альтернативной версии — Феодоры Игоревны Рязанской). Упоминается в Лаврентьевской летописи в связи с событиями 1239 года в числе князей Северо-Восточной Руси, переживших монгольское нашествие. Предположительно Даниил правил уделом во Владимирской земле, но точной информации об этом в источниках нет. Летописец ничего не сообщает и о его семье.